# Sötétzöld rétiszöcske
A sötétzöld rétiszöcske (Metrioptera brachyptera) a fürgeszöcskék családjába tartozó, Eurázsiában honos szöcskefaj.

## Megjelenése
A sötétzöld rétiszöcske testhossza a hím esetében 13-17 mm, a nőstény 17-21 mm, ehhez járul a 9-12 mm-es tojócső. Alapszíne sötétbarna, a fej, a tor és az elülső szárny teteje zöldes (bár néha egész teste barna). A torpajzs oldalsó peremén keskeny világos szegély látható. Hátsó lábának combján feltűnő, vastag és sötét csík látszik. Szárnyai visszafejlődtek, legfeljebb a potroh felén érnek túl egy kicsivel; ritkán hosszú szárnyú egyedei is előfordulnak. A hímek cerkuszainak (potrohfüggelékeinek) kiszélesedő belső oldalán, középen, kissé előretekintő fog található. A nőstény tojócsöve sötétbarna, töve világosabb, felfelé ívelő. 
Ciripelése alig hallható, ultrahangdetektorral lehet jól észlelni (25-30 kHz-es). Egy nagyon rövid, érdes strófát ismételget sokáig (3-5 strófa/másodperc). Főleg nappal ciripel.

### Hasonló fajok
A Roesel-rétiszöcske, a púposhasú rétiszöcske és a szürke rétiszöcske hasonlít hozzá.

## Elterjedése
Eurázsiában honos, Dél-Angliától Kelet-Ázsiáig. Az Ibériai-félsziget nagy részéről, Dél-Olaszországból és a Balkán déli részérőé hiányzik. Magyarországon a Zempléni-hegységben él, korábbi élőhelyeiről (pl. Börzsöny) eltűnt.  

## Életmódja
A középhegységek hűvösebb, nedves és félszáraz gyepein, kaszálóin fordul elő, általában 500 méteres magasság felett. 
Nappal aktív, az alacsonyabb gyepszintben él. Rejtőzködő, nehéz észrevenni. Mindenevő, növényi és állati eredetű táplálékot egyaránt fogyaszt. A környezeti hatásokra igen érzékenyen reagál. 
Kifejlett egyedeivel június végétől novemberig találkozhatunk. A nőstények nedves talajba, mohába vagy növényi szárakba rakják petéiket, amelyek akár két-három évig is nyugalomban lehetnek és májusban kelnek ki belőlük a lárvák. Lárvái hatszor vedlenek. 

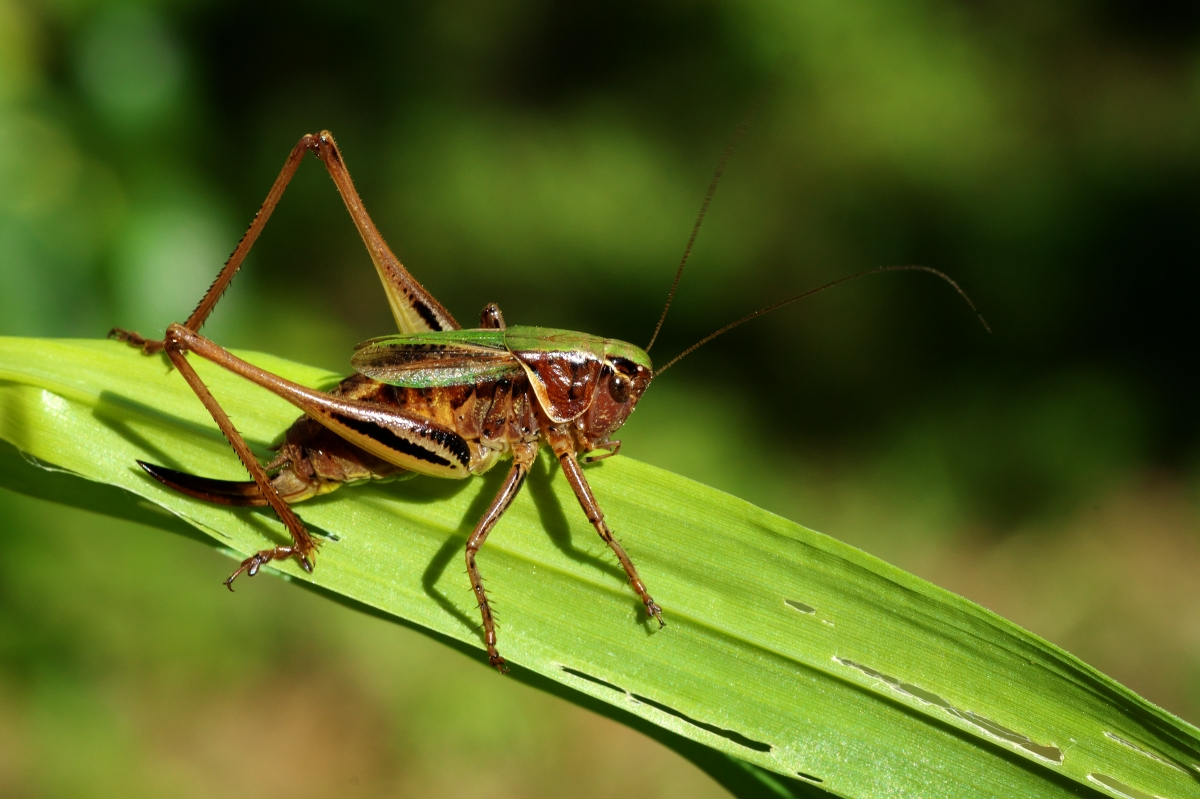
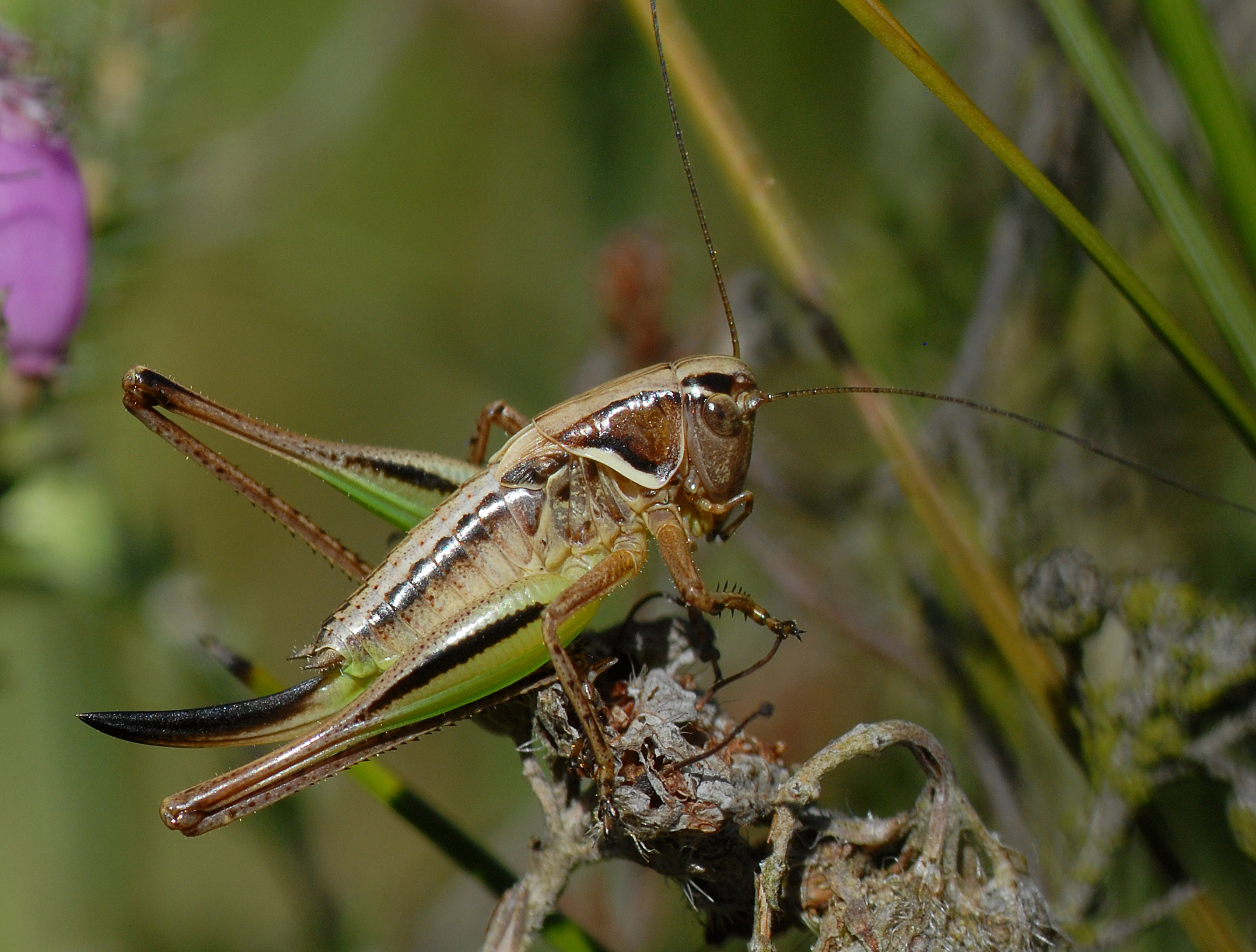
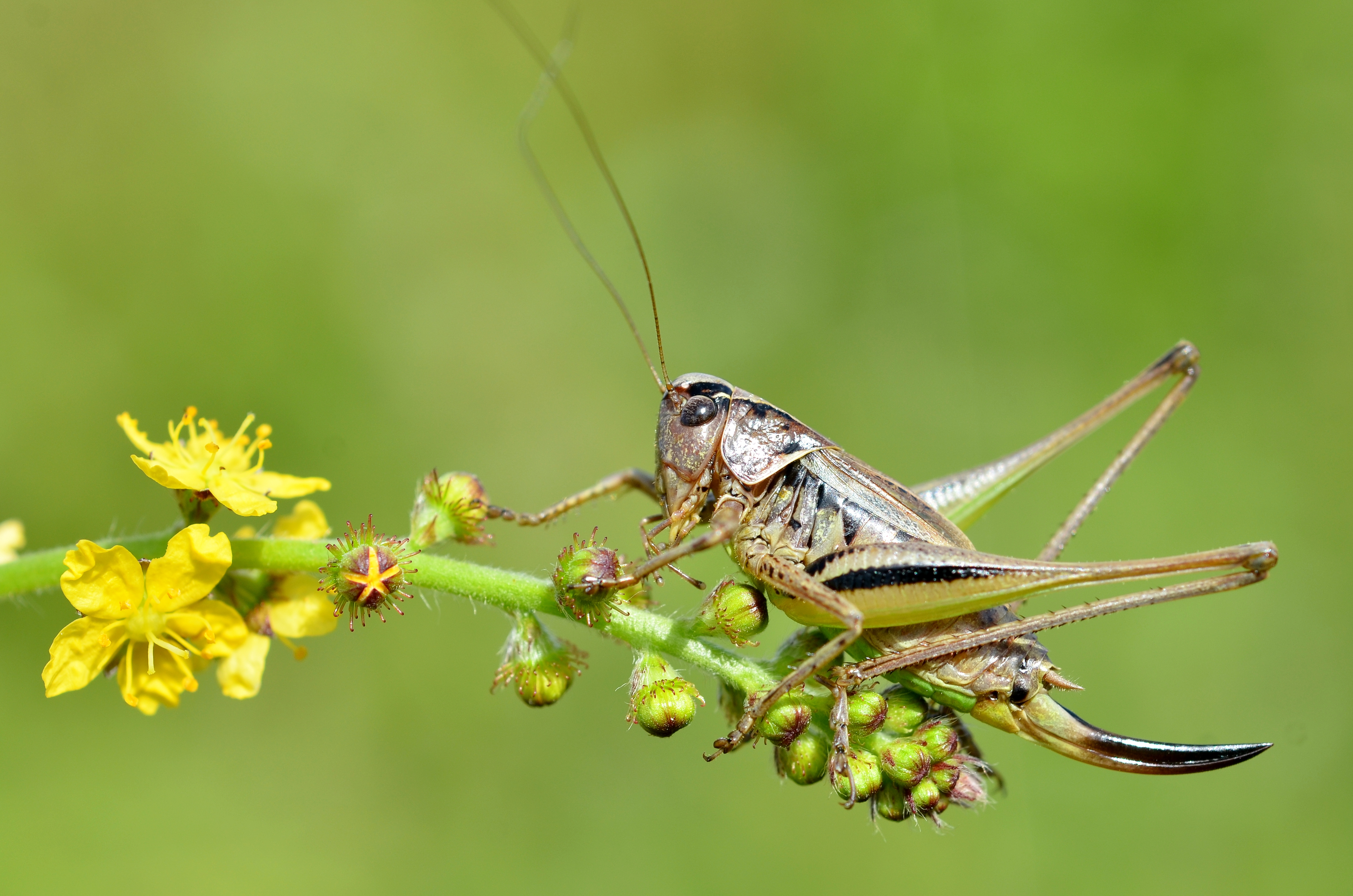
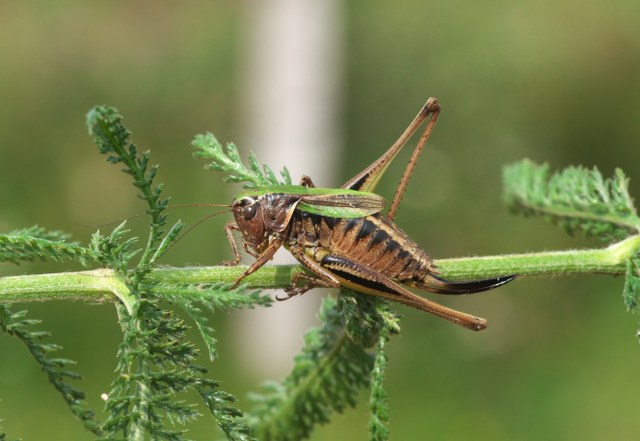
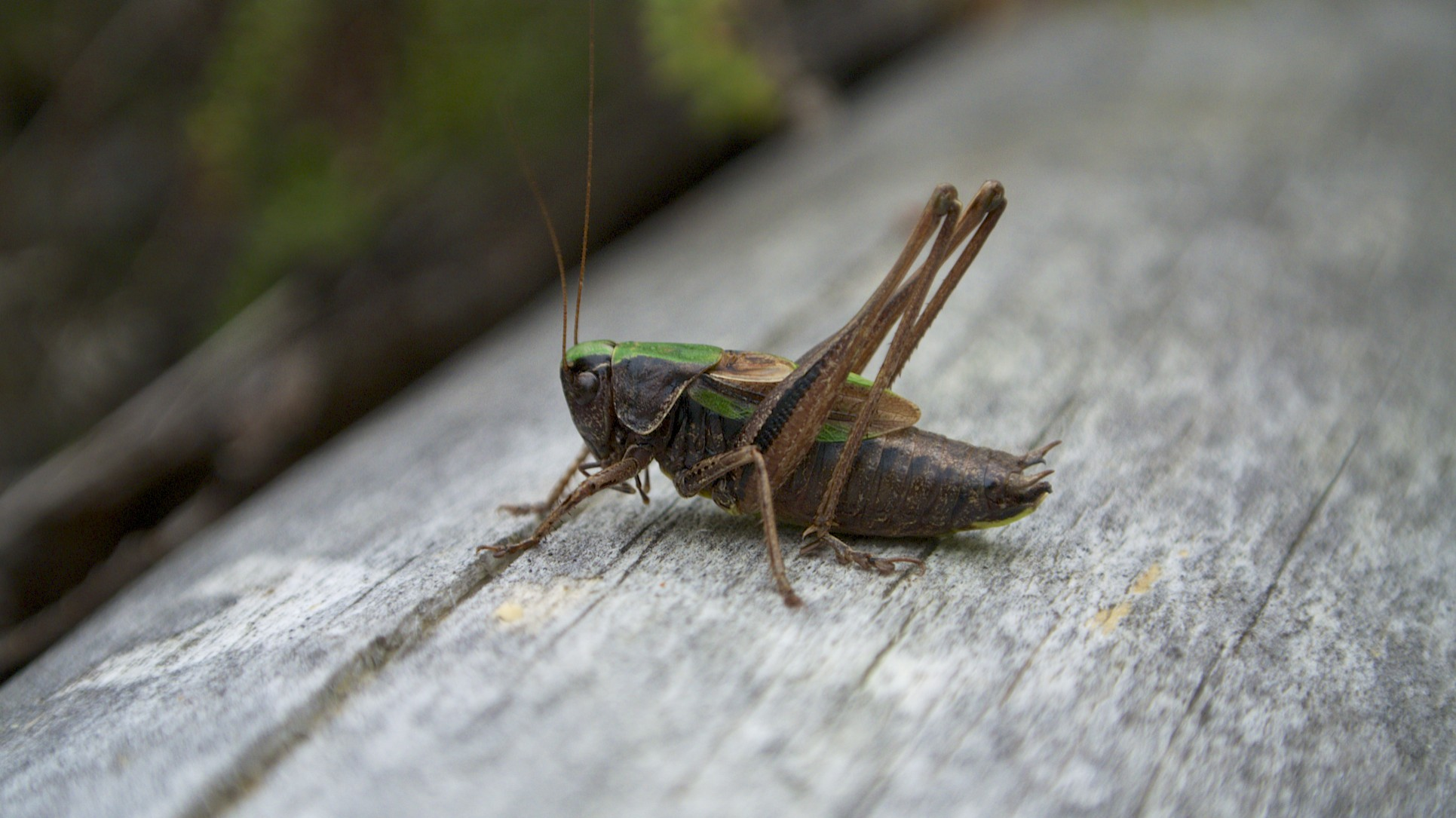

Magyarországon nem védett.